# Péter Bacsó
Peter Bacso (Kosice, 6 de gener de 1928 – Budapest, 11 de març de 2009) va ser un guionista i director de cinema hongarès.
Bacsó va iniciar la seva carrera com a actor i director de teatre, però ben aviat va decidir provar sort amb el cinema i va treballar com a editor de guió i guionista. El 1963, va rodar el seu primer llargmetratge com a director, Nyáron egyszerű l'any 1963. El cinema dels inicis de Bacso és una sàtira política sobre el règim comunista de principis dels anys 50. També va provar, però, a filmar musicals i comèdies.

## Referències

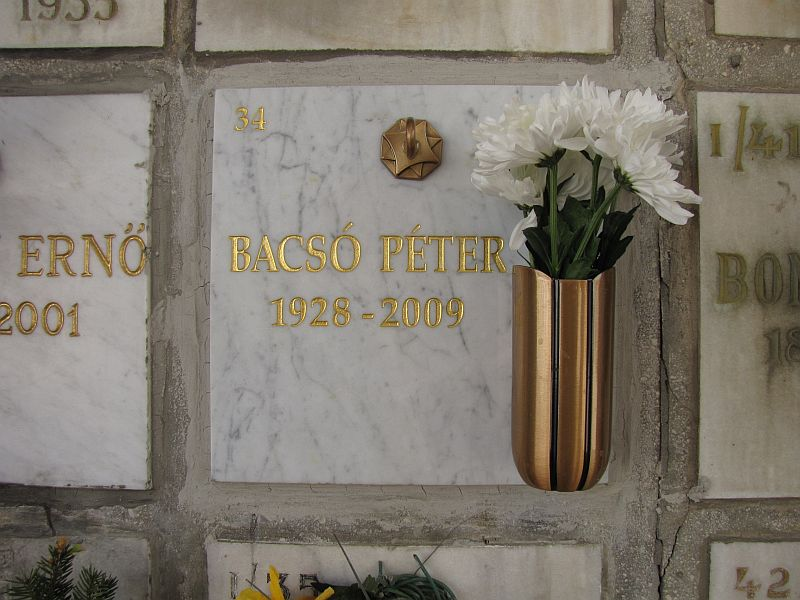
Làpida al cementeri de Budapest